# Broadcasting Press Guild
La Broadcasting Press Guild (BPG) è un'associazione no-profit composta da un centinaio di critici televisivi, radiofonici o cinematografici che lavorano nei principali magazine britannici. È nata nel 1974 come suddivisione della Critics’ Circle allo scopo di creare una corrispondenza attiva fra i giornalisti e le figure leader del cinema e della televisione. L'attività principale dell'associazione consiste nell'organizzare incontri pubblici o privati con questi personaggi.

## I premi
Ogni anno durante la stagione primaverile l'associazione assegna i Broadcasting Press Guild Television and Radio Awards agli attori, ai presentatori e alle produzioni televisive e radiofoniche che hanno saputo distinguersi. La prima edizione dell'evento si tenne nel 1998 al Theatre Royal Drury Lane, in seguito la sede fu spostata al Royal Opera House di Londra.

## Categorie
- Miglior film TV drammatico (Best single drama)
- Migliore serie drammatica (Best drama series)
- Miglior docufilm (Best single documentary)
- Miglior docuserie (Best documentary series)
- Miglior serie/film TV commedia (Best comedy)
- Miglior factual show (Best factual entertainment)
- Miglior programma multichannel (Best multichannel programme)
- Miglior attore (Best actor)
- Migliore attrice (Best actress)
- Best TV performer in a non-acting role
- Writer's award
- Presentatore radiofonico dell'anno (Radio broadcaster of the year)
- Programma radiofonico dell'anno (Radio programme of the year)
- Innovation award
- Harvey Lee award for outstanding contribution to broadcasting
- Breakthrough Award